# Liste des gefährdeten Welterbes

Lage der gefährdeten Welterbestätten

Die Liste des gefährdeten Welterbes wird von der UNESCO geführt. Ihre Grundlage ist die von 193 Staaten unterzeichnete Welterbekonvention. Von denjenigen Kultur- und Naturstätten, die auf der Liste des Welterbes geführt werden, hebt die UNESCO mit dieser Liste solche hervor, deren Bestand und Geltung durch ernste und spezifische Gefahren, wie Beschädigung, Zerstörung oder Verschwinden, bedroht sind. Die UNESCO mahnt für diese Stätten außerordentliche Schutzanstrengungen an. Die Liste des gefährdeten Welterbes wird umgangssprachlich auch als „Rote Liste“ bezeichnet.
Denkmäler, denen der Welterberang bereits aberkannt wurde, sind im Artikel Ehemaliges Welterbe aufgeführt.

## Verfahren

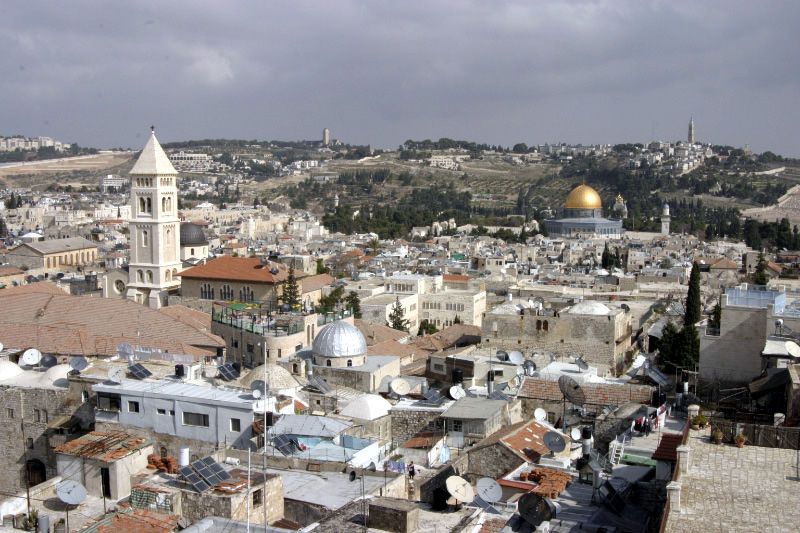
Jerusalemer Altstadt, seit 1982 auf der Liste des gefährdeten Welterbes

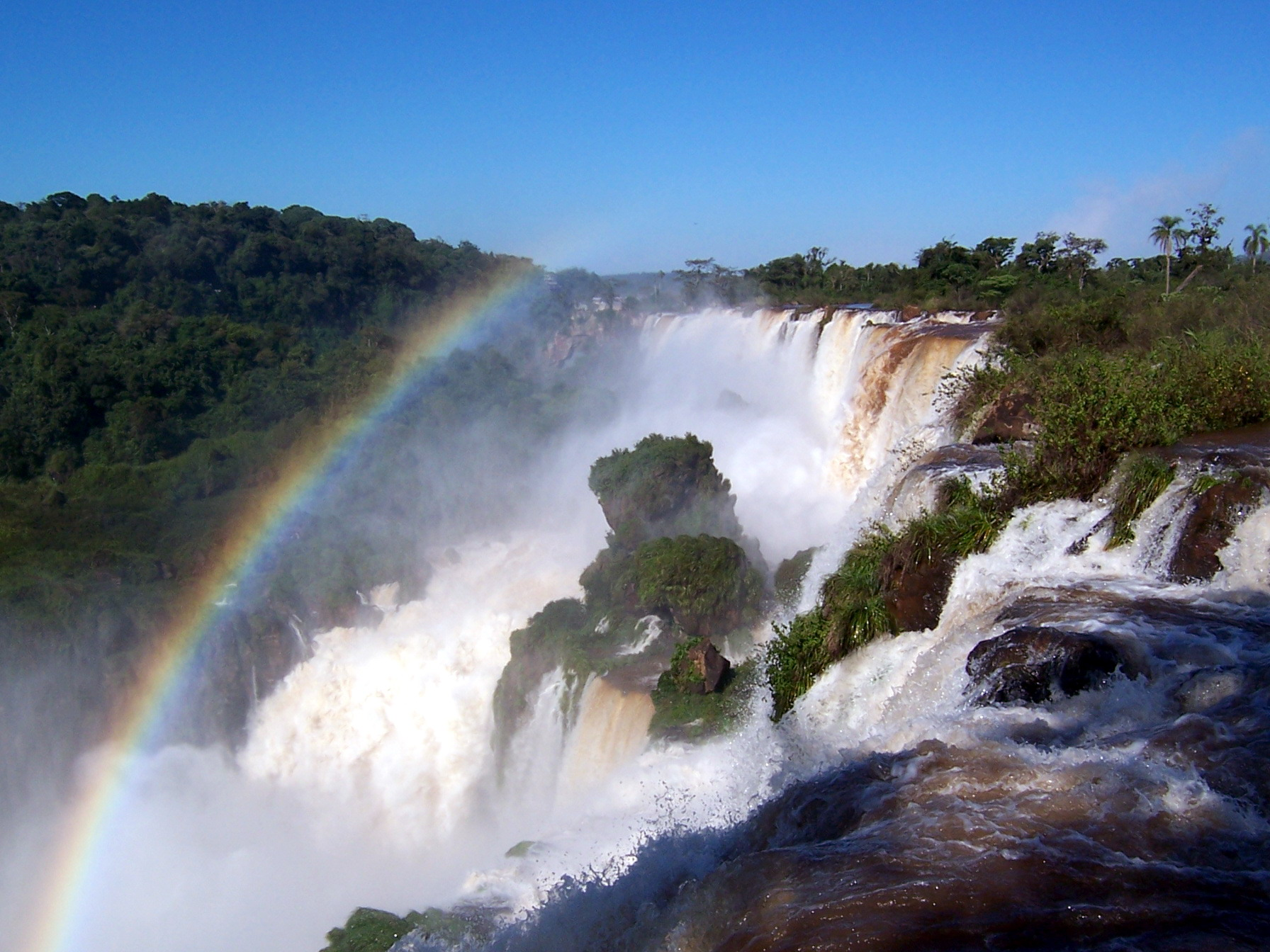
Nationalpark Iguaçu in Brasilien, 1999–2000 auf der Liste des gefährdeten Welterbes.

Gründe für Bedrohungen sind vielfältig. Landerschließung, Urbanisierung, Naturkatastrophen, kriegerische Auseinandersetzungen, Rodung, Wilderei, Vandalismus, Vernachlässigung und ausgedehnter Tourismus können Welterbestätten gefährden. Bedrohungen können bereits festgestellt sein, wie bei erfolgtem Abriss von Gebäuden, oder nur möglich, wie bei fehlender gesetzlicher Grundlage für den Schutz.
Eine Aufnahme in die Liste des gefährdeten Welterbes ist stets ein Aufruf an die internationale Staatengemeinschaft. Die Antragstellung erfolgt seitens der UNESCO oder seitens des betroffenen Staates. Die Entscheidung wird durch das Welterbekomitee mit einer Mehrheit von zwei Dritteln angenommen. In diesem Falle soll sich die „Staatengemeinschaft“ finanziell, technisch und politisch am Schutz und an der Rettung beteiligen. Das Welterbekomitee verfügt auch über eigene Geldmittel, aus denen Hilfsmaßnahmen finanziert werden können. Das Welterbekomitee droht mitunter, eine Stätte gegen den Willen des betroffenen Staates in die Liste aufzunehmen. Allein diese Ankündigung kann in manchen Ländern erhebliche Erhaltungsanstrengungen in Gang setzen.

“[…] the Committee is of the view that its assistance in certain cases may most effectively be limited to messages of its concern, including the message sent by inscription of a property on the List of World Heritage in Danger and that such assistance may be requested by any Committee member or the Secretariat.”

„[…] das Komitee ist der Auffassung, dass seine Unterstützung in bestimmten Fällen am zweckmäßigsten auf Mitteilungen über seine Besorgnis, darunter die Mitteilung über die Eintragung eines Gutes in die Liste des gefährdeten Erbes der Welt, beschränkt werden kann und dass solche Unterstützung von jedem Mitglied des Komitees oder vom Sekretariat beantragt werden kann.“

Nach dem Eintrag formuliert das Welterbekomitee ein Programm für Abhilfemaßnahmen und erstellt den Zeitplan, bevorzugt mit dem betroffenen Staat abgestimmt, notfalls auch gegen dessen Willen. Die Maßnahmen zum Schutz der Stätte werden kontrolliert, die Abläufe festgelegt und es wird geprüft, wann der Zustand, der Grund zur Eintragung gab, beseitigt ist. Erst wenn der Anlass der Gefährdung zum Eintrag beseitigt ist, kann eine Stätte wieder von der Liste gestrichen werden. Wird die Gefährdung nicht beseitigt und ist die herausragende Bedeutung der Stätte unwiederbringlich zerstört, kann die Stätte oder ein Teil davon auch von der Welterbeliste gestrichen werden, wozu es jedoch nur selten kommt (siehe Ehemaliges Welterbe).

## Aktuelle Einträge
Mit Stand Juli 2025 befinden sich von den 1248 Welterbestätten 53 Stätten auf der Liste des gefährdeten Welterbes.
- Stätten des Naturerbes sind mit einem „N“, Stätten des Kulturerbes mit einem „K“ markiert.
- Denkmäler, die sowohl dem Weltkultur- als auch dem Weltnaturerbe angehören, tragen ein „K/N“.

| gefährdet seit | Stätte | Vertragsstaat                      | Typ | Welterbe seit | Gründe | Bild |
| -------------- | --- | ---------------------------------- | --- | ------------- | --- | ---- |
| 1982           | Altstadt und Stadtmauer von Jerusalem                                                                                        | keinem Staat zugeordnet            | K   | 1981          | Angesichts des unklaren Rechtsstatus von Jerusalem ist die Erhaltung der Altstadt ein besonderes Problem. Zuletzt waren Arbeiten an der Rampe zum Dungtor umstritten.                                                                                              |      |
| 1986           | Ruinenstadt Chan Chan | Peru                               | K   | 1986          | Die Ruinen sind auf Grund der Klimaveränderungen, Anstieg des Grundwassers und illegaler Ansiedlungen auf dem Gelände immer schwereren Zerstörungen ausgesetzt. |      |
| 1992           | Strenges Naturreservat Berg Nimba                                                                                            | Elfenbeinküste, Guinea             | N   | 1981          | In Guinea ist der Abbau von Eisenerz geplant, an der Elfenbeinküste haben Rebellen die Kontrolle und Flüchtlinge im Park Lager errichtet. |      |
| 1992           | Naturreservate Aïr und Ténéré                                                                                                | Niger                              | N   | 1991          | Die Aufstände der Tuareg führten zur Aufnahme, die verschiedenen politischen Umbrüche und zu geringes Engagement der Regierung haben eine Streichung von der Liste bisher verhindert.                                                                              |      |
| 1994           | Nationalpark Virunga | Demokratische Republik Kongo       | N   | 1979          | Eine Flüchtlingswelle, die nach dem Völkermord in Ruanda in die Region drängte, bedrohte den Baumbestand des Parks. Noch immer agieren bewaffnete Gruppen in der Region.                                                                                           |      |
| 1996           | Nationalpark Garamba | Demokratische Republik Kongo       | N   | 1980          | Die Breitmaulnashörner wurden durch Wilderei fast ausgerottet. Die unklare politisch-militärische Situation spricht gegen eine baldige Streichung des Parks von der Liste.                                                                                         |      |
| 1997           | Nationalpark Kahuzi-Biéga | Demokratische Republik Kongo       | N   | 1980          | Die Berggorillas sind in ihrem Bestand stark gefährdet, die tiefer liegenden Regionen des Parks werden von einer ruandischen Rebellengruppe als Operationsbasis genutzt.                                                                                           |      |
| 1997           | Okapi-Wildtierreservat | Demokratische Republik Kongo       | N   | 1996          | Entwaldung durch Brandrodung für die Landwirtschaft und kommerzielle Jagd zum Verkauf von Wildfleisch, sowie der Abbau von Gold und Coltan bedrohen das Reservat.                                                                                                  |      |
| 1997           | Nationalpark Manovo-Gounda Saint Floris                                                                                      | Zentralafrikanische Republik       | N   | 1988          | Organisierte Wilderei hat den Tierbestand des Parks massiv vermindert. |      |
| 2000           | Medina von Zabid | Jemen                              | K   | 1993          | Der historische Suq wird nicht mehr genutzt, viele Gebäude sind durch moderne Betonbauten ersetzt worden. |      |
| 2002           | Minarett und archäologische Funde von Dschām                                                                                 | Afghanistan                        | K   | 2002          | Das Minarett drohte vom Fluss unterspült zu werden und steht nicht mehr senkrecht. Es bestehen noch keine Strukturen zum Schutz der Stätte. |      |
| 2003           | Kulturlandschaft und archäologische Stätten des Bamiyan-Tals (z. B. Buddha-Statuen von Bamiyan)                              | Afghanistan                        | K   | 2003          | Nachdem 2001 die Statuen von den Taliban zerstört worden waren, drohten ihre Nischen einzustürzen. In Teilen des Tals liegen noch Landminen. |      |
| 2003           | Aššur | Irak                               | K   | 2003          | Durch den Bau des Makhul-Staudammes drohten die Ausgrabungsstätten überflutet zu werden. Obwohl das Projekt aufgegeben wurde, bleiben die allgemeinen Sicherheitsprobleme bestehen.                                                                                |      |
| 2005           | Altstadt und Hafen von Coro                                                                                                  | Venezuela                          | K   | 1993          | Schwere Stürme in den Jahren 2004/05 haben in der Stadt zahlreiche Schäden angerichtet. |      |
| 2006           | Mittelalterliche Denkmäler im Kosovo                                                                                         | Serbien                            | K   | 2004/2006     | Die Sicherheitslage ist instabil. |      |
| 2007           | Archäologische Stätten von Samarra                                                                                           | Irak                               | K   | 2007          | Kuppel und Minarette des Al-Askari-Schreins wurden durch Bombenanschläge zerstört. |      |
| 2010           | Everglades-Nationalpark | Vereinigte Staaten                 | N   | 1979          | Die zunehmende Umweltverschmutzung und Eingriffe in den Wasserhaushalt bedrohen den Park. Der Park war bereits in der Zeit von 1993 bis 2007 auf der Liste. |      |
| 2011           | Biosphärenreservat Río Plátano                                                                                               | Honduras                           | N   | 1982          | Illegaler Holzeinschlag, Brandrodung, zunehmender Druck durch die Landwirtschaft, ein geplantes Wasserkraftwerk und unzureichendes Management gefährden die Wälder.                                                                                                |      |
| 2011           | Tropische Regenwälder von Sumatra: Nationalpark Gunung Leuser, Nationalpark Kerinchi-Seblat und Nationalpark Barisan Selatan | Indonesien                         | N   | 2004          | Illegaler Holzeinschlag und zunehmender Druck durch landwirtschaftliche Nutzung, außerdem Wilderei und Pläne für Straßen durch das Gebiet. |      |
| 2012           | Festungen an der karibischen Küste in Panama: Portobelo-San Lorenzo                                                          | Panama                             | K   | 1980          | Umweltfaktoren, mangelnde Wartung und unkontrollierte Stadtentwicklung bedrohen die Festungen, als einst prächtiges Beispiel für die Militärarchitektur des 17. und 18. Jahrhunderts an der Karibikküste.                                                          |      |
| 2012           | Moscheen, Mausoleen und Friedhöfe von Timbuktu                                                                               | Mali                               | K   | 1988          | Die malische Regierung ersuchte um Schutz der Welterbestätten im Norden des Landes, der von einem bewaffneten Konflikt betroffen ist. |      |
| 2012           | Grabmal von Askia | Mali                               | K   | 2004          | Die malische Regierung ersuchte um Schutz der Welterbestätten im Norden des Landes, der von einem bewaffneten Konflikt betroffen ist. |      |
| 2013           | Altstadt von Aleppo | Syrien                             | K   | 1986          | Alle Welterbestätten sind durch den Bürgerkrieg in Syrien in ihrem Bestand gefährdet. Außerdem soll damit die Aufmerksamkeit auf die Risiken gelenkt werden, welchen sie ausgesetzt sind.                                                                          |      |
| 2013           | Altstadt von Bosra | Syrien                             | K   | 1980          | Alle Welterbestätten sind durch den Bürgerkrieg in Syrien in ihrem Bestand gefährdet. Außerdem soll damit die Aufmerksamkeit auf die Risiken gelenkt werden, welchen sie ausgesetzt sind.                                                                          |      |
| 2013           | Altstadt von Damaskus | Syrien                             | K   | 1979          | Alle Welterbestätten sind durch den Bürgerkrieg in Syrien in ihrem Bestand gefährdet. Außerdem soll damit die Aufmerksamkeit auf die Risiken gelenkt werden, welchen sie ausgesetzt sind.                                                                          |      |
| 2013           | Tote Städte in Nordsyrien | Syrien                             | K   | 2011          | Alle Welterbestätten sind durch den Bürgerkrieg in Syrien in ihrem Bestand gefährdet. Außerdem soll damit die Aufmerksamkeit auf die Risiken gelenkt werden, welchen sie ausgesetzt sind.                                                                          |      |
| 2013           | Krak des Chevaliers und Qal’at Salah ed-Din                                                                                  | Syrien                             | K   | 2006          | Alle Welterbestätten sind durch den Bürgerkrieg in Syrien in ihrem Bestand gefährdet. Außerdem soll damit die Aufmerksamkeit auf die Risiken gelenkt werden, welchen sie ausgesetzt sind.                                                                          |      |
| 2013           | Ruinen von Palmyra | Syrien                             | K   | 1980          | Alle Welterbestätten sind durch den Bürgerkrieg in Syrien in ihrem Bestand gefährdet. Außerdem soll damit die Aufmerksamkeit auf die Risiken gelenkt werden, welchen sie ausgesetzt sind.                                                                          |      |
| 2013           | East Rennell | Salomonen                          | N   | 1998          | Abholzung der Inselwälder, Anstieg des Meeresspiegels durch den Klimawandels, Bergbaumaßnahmen, kommerzielle Fischerei und Absinken des Grundwasserspiegels verbunden mit dem Eindringen von Meerwasser                                                            |      |
| 2014           | Potosí | Bolivien                           | K   | 1987          | Bergbau und Industrie verursachen ein Absinken des Grundwasserstandes und gefährden die Stabilität des Untergrundes der Stadt |      |
| 2014           | Wildreservat Selous | Tansania                           | N   | 1982          | Organisierte Wilderei hat den Tierbestand des Reservats fast völlig ausgerottet. Außerdem bedroht durch großes Staudammprojekt. |      |
| 2014           | Kulturlandschaft von Battir                                                                                                  | Palästina                          | K   | 2014          | Trockenheit und Änderung in der Landnutzung gefährden den Charakter des ursprünglichen Landschaftsbildes |      |
| 2015           | Ruinen der Partherstadt Hatra                                                                                                | Irak                               | K   | 1985          | Schäden durch bewaffnete Gruppen |      |
| 2015           | Altstadt von Sanaa | Jemen                              | K   | 1986          | Zerstörungen und Gefährdung durch bewaffneten Konflikt |      |
| 2015           | Altstadt und Stadtmauer von Schibam                                                                                          | Jemen                              | K   | 1982          | Potenzielle Gefährdung durch bewaffneten Konflikt |      |
| 2016           | Altstädte von Djenné | Mali                               | K   | 1988          | Aufgrund der instabilen Lage in der Region kann die Welterbestätte nicht mehr ausreichend geschützt werden. |      |
| 2016           | Historisches Zentrum von Shahrisabz                                                                                          | Usbekistan                         | K   | 2000          | Der Abriss von alten Gebäuden und die Errichtung von Hotels und anderen modernen Bauten in der Umgebung der mittelalterlichen Altstadt haben zu einer unumkehrbaren Veränderung des historischen Stadtbildes geführt.                                              |      |
| 2016           | Ausgrabungsstätte von Leptis Magna                                                                                           | Libyen                             | K   | 1982          | Seit Beginn des Bürgerkrieges im Jahr 2011 herrscht in Libyen extreme Instabilität. Durch den Aufenthalt von bewaffneten Gruppen in unmittelbarer Umgebung der Welterbestätten ist es bereits zu Beschädigungen gekommen. Weitere Zerstörungen sind zu befürchten. |      |
| 2016           | Ausgrabungsstätte von Sabratha                                                                                               | Libyen                             | K   | 1982          | Seit Beginn des Bürgerkrieges im Jahr 2011 herrscht in Libyen extreme Instabilität. Durch den Aufenthalt von bewaffneten Gruppen in unmittelbarer Umgebung der Welterbestätten ist es bereits zu Beschädigungen gekommen. Weitere Zerstörungen sind zu befürchten. |      |
| 2016           | Ausgrabungsstätte von Kyrene                                                                                                 | Libyen                             | K   | 1982          | Seit Beginn des Bürgerkrieges im Jahr 2011 herrscht in Libyen extreme Instabilität. Durch den Aufenthalt von bewaffneten Gruppen in unmittelbarer Umgebung der Welterbestätten ist es bereits zu Beschädigungen gekommen. Weitere Zerstörungen sind zu befürchten. |      |
| 2016           | Felsmalereien von Tadrart Acacus                                                                                             | Libyen                             | K   | 1985          | Seit Beginn des Bürgerkrieges im Jahr 2011 herrscht in Libyen extreme Instabilität. Durch den Aufenthalt von bewaffneten Gruppen in unmittelbarer Umgebung der Welterbestätten ist es bereits zu Beschädigungen gekommen. Weitere Zerstörungen sind zu befürchten. |      |
| 2016           | Nan Madol | Föderierte Staaten von Mikronesien | K   | 2016          | Gefährdung durch Verschlammung der Wasserwege und Überwucherung durch die Mangroven |      |
| 2017           | Historisches Zentrum von Wien                                                                                                | Österreich                         | K   | 2001          | Gefährdung durch einen geplanten 66 Meter hohen Neubau am Heumarkt. |      |
| 2017           | Altstadt von Hebron/al-Chalil                                                                                                | Palästina                          | K   | 2017          | In einem Notfallantrag setzten sich die Palästinenser für den Schutzstatus ein, da sie zunehmende Zerstörungen in der Altstadt beklagen, die sie den jüdischen Siedlern zur Last legen.                                                                            |      |
| 2018           | Nationalparks am Turkana-See                                                                                                 | Kenia                              | N   | 1997          | Das Biotop ist durch einen Staudamm bedroht. |      |
| 2019           | Inseln und Schutzgebiete des Golfes von Kalifornien                                                                          | Mexiko                             | N   | 2005          | Die Erbestätte wurde auf die Liste gesetzt, da Bedenken hinsichtlich des bevorstehenden Aussterbens der endemischen Vaquita bestehen, welche einen herausragenden Anteil an der Aufnahme als Welterbestätte haben.                                                 |      |
| 2021           | Bergbaulandschaft Roșia Montană                                                                                              | Rumänien                           | K   | 2021          | Durch derzeitige Bergbauvorhaben stark gefährdet. |      |
| 2023           | Wahrzeichen des antiken Königreichs Saba, Marib                                                                              | Jemen                              | K   | 2023          | Vom anhaltenden Bürgerkrieg und von der Entwicklung der Stadt bedroht. |      |
| 2023           | Internationale Messe „Raschid Karami“ in Tripoli                                                                             | Libanon                            | K   | 2023          | Stabilitätsprobleme durch starke Stahlkorrosion und Alterung des Betons. |      |
| 2023           | Kiew: Sophienkathedrale und zugehörige Klosterbauten, Höhlenkloster                                                          | Ukraine                            | K   | 1990          | Durch den Krieg in der Ukraine nach dem russischen Überfall 2022 bedroht. |      |
| 2023           | Historisches Zentrum von Lwiw                                                                                                | Ukraine                            | K   | 1998          | Durch den Krieg in der Ukraine nach dem russischen Überfall 2022 bedroht. |      |
| 2023           | Historisches Zentrum von Odessa                                                                                              | Ukraine                            | K   | 2023          | Durch den Krieg in der Ukraine nach dem russischen Überfall 2022 bedroht. |      |
| 2024           | Hilarionkloster / Tell Umm el-ʿAmr                                                                                           | Palästina                          | K   | 2024          | In einem Notfallantrag setzten sich die Palästinenser für den Schutzstatus aufgrund der anhaltenden militärischen Intervention durch Israel ein. |      |

## Ehemalige Einträge
Folgende Welterbestätten standen in der Vergangenheit auf der Liste des gefährdeten Welterbes, sind aber inzwischen wieder gestrichen worden, da die Gefahr abgewendet wurde.
Für ehemals auf der Liste stehende Objekte, denen der Welterbestatus aberkannt wurde, siehe Ehemaliges Welterbe.
| gefährdet von … bis         | Stätte                                                                                       | Vertragsstaat                | Typ | Welterbe seit | Gründe | Bild |
| --------------------------- | -------------------------------------------------------------------------------------------- | ---------------------------- | --- | ------------- | --- | ---- |
| 1979–2003                   | Bucht und Region Kotor                                                                       | Montenegro                   | K/N | 1979          | Die Städte in der Bucht wurden 1979 durch ein Erdbeben zerstört. In den 1990er Jahren bedrohte unkontrollierte Bautätigkeit die Integrität. |      |
| 1984–1989                   | Naturschutzgebiet Ngorongoro                                                                 | Tansania                     | N   | 1979          | Der Wildbestand im Park war durch Wilderei und vordringende Landwirtschaft bedroht. |      |
| 1984–1992                   | Nationalpark Garamba                                                                         | Demokratische Republik Kongo | N   | 1980          | Die Breitmaulnashörner im Nationalpark wurden durch Wilderei fast ausgerottet. Nach zwischenzeitlicher Streichung seit 1996 wieder auf der Liste, siehe oben. |      |
| 1985–2007                   | Königspaläste von Abomey                                                                     | Benin                        | K   | 1985          | 1984 hatte in Abomey ein Tornado starke Schäden angerichtet. Unzureichende Schutzmaßnahmen verhinderten lange die Streichung. |      |
| 1988–2004                   | Festung von Bahla                                                                            | Oman                         | K   | 1987          | Durch fehlende Konservierungsanstrengungen wurden die Lehmbauten regelmäßig bei Regenfällen beschädigt. |      |
| 1989–1998                   | Salzbergwerk Wieliczka                                                                       | Polen                        | K   | 1978          | Hohe Luftfeuchtigkeit in den Stollen drohte Skulpturen und Stollen zu beschädigen. |      |
| 1990–2005                   | Moscheen, Mausoleen und Friedhöfe von Timbuktu                                               | Mali                         | K   | 1988          | Die Denkmäler waren vor allem durch das Eindringen von Sand gefährdet. 2003 zerstörte eine Flut eine Reihe von spätmittelalterlichen Bauwerken. Seit 2012 wieder auf der Liste, siehe oben. |      |
| 1991–1998                   | Altstadt von Dubrovnik                                                                       | Kroatien                     | K   | 1979          | Bei der Schlacht um Dubrovnik wurde die Stadt 1991 stark beschädigt. |      |
| 1992–1997                   | Nationalpark Plitvicer Seen                                                                  | Kroatien                     | N   | 1979          | Die kriegerischen Auseinandersetzungen zwischen Kroaten und Serben im Gebiet des Parks gelten als Auslöser für die Gründung der Republik Serbische Krajina und führten zu Zerstörungen. |      |
| 1992–2003                   | Biosphärenreservat Srebarna                                                                  | Bulgarien                    | N   | 1983          | Durch den Bau einer Talsperre am Eisernen Tor begann das Gebiet auszutrocknen und bedrohte den Bestand der Krauskopfpelikane. |      |
| 1992–2004                   | Archäologische Parks Angkor, Roluos und Banteay Srei                                         | Kambodscha                   | K   | 1992          | Zum Zeitpunkt der Einschreibung stand Kambodscha unter UN-Verwaltung und es gab keine Gesetzgebung zum Denkmalschutz. Bei ständig steigenden Besucherströmen in den Folgejahren dauerte es lange, bis Schutz- und Restaurierungsmaßnahmen wirkten.                                                                          |      |
| 1992–2005                   | Sangay-Nationalpark                                                                          | Ecuador                      | N   | 1983          | Der Bau einer Straße bedrohte die Integrität des Parks. |      |
| 1992–2011                   | Manas-Nationalpark                                                                           | Indien                       | N   | 1985          | Nach einem Anschlag einer Bodo-Separatistengruppe war der Park weitestgehend zerstört. Wiederaufbau und Stabilisierung der Tierpopulation gehen langsam voran. |      |
| 1993–2007                   | Everglades-Nationalpark                                                                      | Vereinigte Staaten           | N   | 1979          | Die Auswirkungen des Hurrikan Andrew zusammen mit zunehmender Umweltverschmutzung und Eingriffen in den Wasserhaushalt bedrohten den Park. Seit 2010 wieder auf der Liste, siehe oben. |      |
| 1995–2003                   | Yellowstone-Nationalpark                                                                     | Vereinigte Staaten           | N   | 1978          | Verschiedenste Eingriffe und negative Einflüsse (Abschüsse von Bisons zur Kontrolle von Krankheiten, Bergbau in den Randregionen, Bau von Tourismuseinrichtungen, zu liberale Vergabe von Jagd- und Angelerlaubnissen) bedrohten den Park.                                                                                  |      |
| 1996–2006                   | Nationalpark Ichkeul                                                                         | Tunesien                     | N   | 1980          | Durch Staudammbauten wurde der Wasserhaushalt des Feuchtgebietes beschädigt und es drohte zu versalzen. |      |
| 1996–2007                   | Biosphärenreservat Río Plátano                                                               | Honduras                     | N   | 1982          | Abholzungen, Ausweitungen der Landwirtschaft und das Eindringen fremder Tiere und Pflanzen bedrohten zusammen mit den Planungen für einen Staudamm den tropischen Regenwald. Seit 2011 wieder auf der Liste, siehe oben. |      |
| 1996–2017                   | Nationalpark Simien                                                                          | Äthiopien                    | N   | 1978          | Schrumpfen der extrem kleinen Population des Äthiopischen Steinbocks und zunehmende menschliche Ansiedlungen im Gebiet des Parks. |      |
| 1997–2005                   | Ruinen von Butrint                                                                           | Albanien                     | K   | 1992          | Durch allgemeine Vernachlässigung waren die Ruinen in einem schlechten Zustand. |      |
| 1999–2001                   | Nationalpark Iguaçu                                                                          | Brasilien                    | N   | 1986          | Die Wiedereröffnung einer zuvor geschlossenen durch den Park verlaufenden Straße hätte den Park in zwei Hälften geteilt. Die Straße wurde nicht wiedereröffnet. |      |
| 1999–2004                   | Ruwenzori-Gebirge                                                                            | Uganda                       | N   | 1994          | Zwischen 1997 und 2001 operierte aus den Ruwenzori-Bergen die Rebellengruppe Allied Democratic Forces. Dies führte zum Zusammenbruch der Verwaltung des Parks. |      |
| 1999–2006                   | Tempelbezirk von Hampi                                                                       | Indien                       | K   | 1986          | Der Bau einer Brücke und eines Gewerbegebietes hätte größere Ströme von motorisiertem Verkehr in das geschützte Gebiet gelenkt. |      |
| 1999–2021                   | Nationalpark Salonga                                                                         | Demokratische Republik Kongo | N   | 1984          | Der allgemeine Zusammenbruch von Recht und Ordnung in der Region resultierte in Plünderungen und dem Desertieren eines Teils der Bewacher des Parks. 2021 wurden sämtliche Ölförderungen auf dem Gebiet eingestellt. |      |
| 2000–2006 (zuvor 1984–1988) | Vogelschutzgebiet Djoudj                                                                     | Senegal                      | N   | 1981          | 1984: Dammbauten am Senegal bedrohten den Wasserhaushalt des Deltas. 2000: Ein invasiver Schwimmfarn war außer Kontrolle geraten. |      |
| 2000–2012                   | Lahore Fort und Shalimar-Gärten in Lahore                                                    | Pakistan                     | K   | 1981          | Zwei der drei Zisternen, die die Gärten bewässern, wurden zu Gunsten des Baus einer Straße zerstört. |      |
| 2001–2012                   | Reisterrassen in den philippinischen Kordilleren                                             | Philippinen                  | K   | 1995          | Mit dem abnehmenden Interesse der Ifugao an ihrer traditionellen Kultur wurden auch die Reisterrassen immer weiter vernachlässigt. |      |
| 2001–2025                   | Frühchristliche Ruinen von Abu Mena (Kloster des Hl. Menas)                                  | Ägypten                      | K   | 1979          | Ansteigendes Grundwasser infolge eines Bewässerungsprojektes zerstört die Fundamente. |      |
| 2002–2006                   | Ruinenstadt Tipasa                                                                           | Algerien                     | K   | 1982          | Ungenügender Schutz führte zu Vandalismus, illegalen Ansiedlungen und ständigem Streit über Grundbesitz. Zudem war nicht genügend Personal vorhanden, um den Erosionsschäden und mutwilligen Zerstörungen zu begegnen. |      |
| 2003–2007                   | Kathmandutal (z. B. Kathmandu, Bodnath, Patan, Bhaktapur und Pashupatinath / 2006 erweitert) | Nepal                        | K   | 1979          | Der Bevölkerungsdruck und die rasche städtische Entwicklung führten zu Neubauten im Umfeld der geschützten Stätten, die deren traditionelle Gestalt bedrohten. |      |
| 2003–2009                   | Innenstadt von Baku mit dem Palast der Schirwanschahs und Jungfrauenturm                     | Aserbaidschan                | K   | 2000          | Nach Beschädigungen durch ein Erdbeben 2000 beschleunigte sich die unkontrollierte Bautätigkeit in der Altstadt. |      |
| 2003–2017                   | Nationalpark Comoé                                                                           | Elfenbeinküste               | N   | 1983          | Durch den Bürgerkrieg in der Elfenbeinküste hatte die Wilderei stark zugenommen. |      |
| 2004–2006                   | Kölner Dom                                                                                   | Deutschland                  | K   | 1996          | Die visuelle Integrität des Doms und die Kölner Stadtsilhouette waren durch die Hochhausplanungen auf der dem Dom gegenüberliegenden Rheinseite gefährdet. Es wurde eine Freizone auf beiden Rheinseiten eingerichtet, mit der die Geltung des Domes geschützt wird.                                                        |      |
| 2004–2013                   | Bam und seine Kulturlandschaft                                                               | Iran                         | K   | 2004          | Bam wurde 2003 durch ein Erdbeben zerstört, aber größtenteils wieder aufgebaut. |      |
| 2004–2014                   | Ruinen von Kilwa Kisiwani und Songo Mnara                                                    | Tansania                     | K   | 1981          | Fehlende Maßnahmen, um den Verfall der Ruinen aufzuhalten. |      |
| 2005–2019                   | Humberstone- und Santa-Laura-Salpeterwerke                                                   | Chile                        | K   | 2005          | Fast fünfzig Jahre nach Aufgabe der Werke haben der Wüstenwind und Diebstähle erhebliche Zerstörungen angerichtet. Einige der Gebäude sind akut einsturzgefährdet. |      |
| 2007–2010                   | Galápagos-Inseln                                                                             | Ecuador                      | N   | 1978          | Zunehmender Tourismus und die nicht genehmigte Ansiedlung führt dazu, dass immer mehr fremde Spezies eingeschleppt werden. Die illegalen Siedler wurden auf das Festland zwangsumgesiedelt, der Tourismus wird stärker kontrolliert.                                                                                        |      |
| 2007–2024                   | Nationalpark Niokolo-Koba                                                                    | Senegal                      | N   | 1981          | Der Park leidet unter Wilderei und ein Dammbauprojekt am Gambia könnte die regelmäßigen Überflutungen des Graslands verhindern. 2024 wurden die erfolgreichen Maßnahmen Senegals gelobt und die Einschätzung der ICOMOS überstimmt.                                                                                         |      |
| 2009–2015                   | Nationalpark Los Katíos                                                                      | Kolumbien                    | N   | 1994          | Illegale Holzgewinnung hat innerhalb und an den Rändern des Parks zu Entwaldungen geführt. Signifikante Verbesserungen bei der Verwaltung des Nationalparks brachten das World Heritage Committee dazu den Park von der Liste zu streichen.                                                                                 |      |
| 2009–2016                   | Historische Denkmäler in Mzcheta                                                             | Georgien                     | K   | 1994          | Mauerwerk und Fresken zeigten deutliche Spuren der Zerstörung. Mit der Streichung von der Liste wurde den Bemühungen Georgiens Rechnung getragen den Schutz und die Verwaltung der Denkmäler zu verbessern. |      |
| 2009–2018                   | Naturreservat Barriereriff von Belize                                                        | Belize                       | N   | 1996          | Mangroven wurden in großem Umfang abgeholzt. |      |
| 2010–2017                   | Bagrati-Kathedrale und Kloster Gelati in Kutaissi                                            | Georgien                     | K   | 1994          | Der Eintrag in die Liste des gefährdeten Welterbes erfolgte wegen Umbaumaßnahmen der Bagrati-Kathedrale, die den Charakter der Stätte stark veränderten. 2017 wurde die Bagrati-Kathedrale aus der Welterbestätte herausgenommen. Das verbleibende Kloster Gelati steht nicht mehr auf der Liste des gefährdeten Welterbes. |      |
| 2010–2023                   | Kasubi Tombs, Grabstätten der Buganda-Könige                                                 | Uganda                       | K   | 2001          | Die Stätte wurde 2010 durch einen Brand teilweise zerstört. Durch ein Wiederaufbauprogramm konnte die Stätte wieder rekonstruiert werden. |      |
| 2010–2025                   | Regenwälder von Atsinanana                                                                   | Madagaskar                   | N   | 2007          | Illegale Abholzungen von Palisander und Ebenholz sowie Jagd auf die gefährdeten Lemuren der Naturerbestätte. |      |
| 2012–2019                   | Geburtsstätte Jesu Christi: Geburtskirche und Pilgerweg, Bethlehem                           | Palästina                    | K   | 2012          | Die Dachziegel der Kirche wurden seit dem 19. Jahrhundert nicht mehr erneuert. Eindringendes Regenwasser beschädigt die tragenden Elemente sowie Mauermosaike und Malereien. |      |
| 2016–2025                   | Altstadt von Ghadames                                                                        | Libyen                       | K   | 1986          | Die Welterbestätte ist durch den Bürgerkrieg in Libyen seit 2014 in ihrem Bestand gefährdet. Außerdem soll damit die Aufmerksamkeit auf die Risiken gelenkt werden, welcher sie ausgesetzt sind. |      |